# Alice Csodaországban (meseregény)

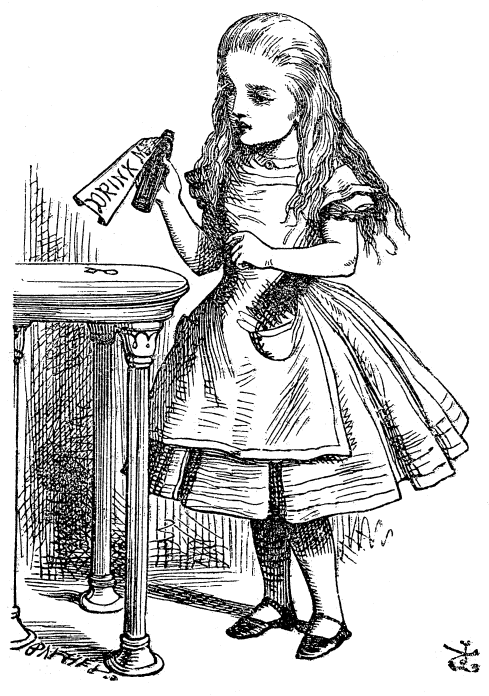
Alice (John Tenniel eredeti illusztrációja)

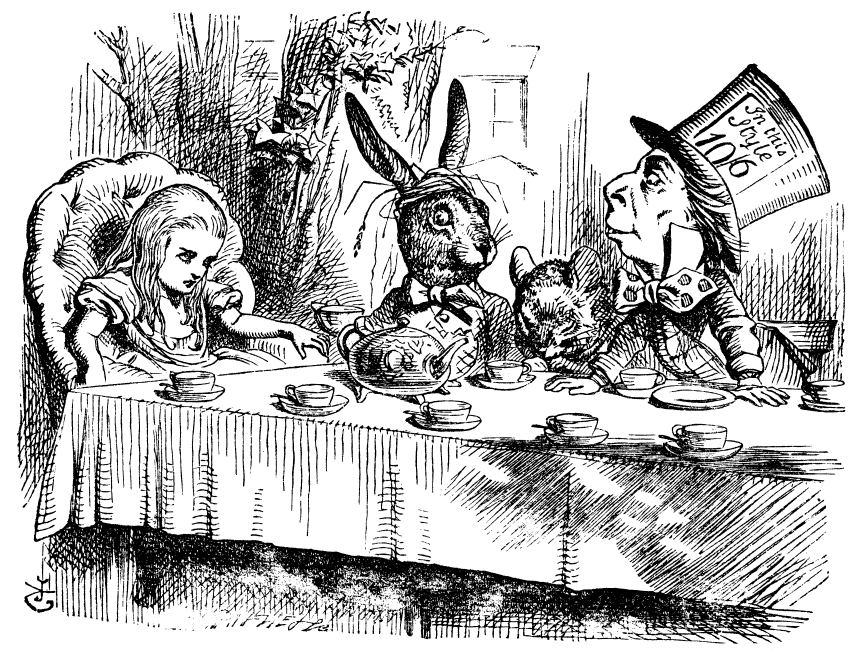
Alice, Fehér Nyúl és a Kalapos (John Tenniel eredeti illusztrációja)

Az Alice Csodaországban (Alice's Adventures in Wonderland) (1865) című könyv Lewis Carroll nonszensz meseregénye. A könyvben különös, nem valóságos szereplők bukkannak fel egymás után, Carroll pedig az angol szokások és hírességek kifigurázására épít. A szereplők mulatságosan lehetetlen ötleteikkel szürreális keretet adnak a történetnek.
Könyve hatalmas sikert aratott, így megírta a folytatást: Alice Tükörországban (1871).

## Történet
Alice álmában belezuhan egy nyúlüregbe, és egy abszurd mesevilágba kerül, ahol furcsa szerzetekkel találkozik. Néhol megnő, összemegy, beszorul a Nyuszi házába, hernyókkal beszélget, őrültekkel teázik, krokettezik a Szív Királynővel, majd felébred álmából.

## Szereplők
- Alice
- Kalapos
- Április Bolondja
- Fehér Nyúl
- Hernyó
- Szív Királynő
- Hercegnő
- Ál-teknőc
- Egér
- Szív Király
- Griffmadár
- Vigyori macsek/Fakutya

## Érdekességek

### Angolra visszafordított Alice
Lénard Sándor (1910-1972), a Brazíliába szakadt magyar író, (német) költő, orvos és klasszika-filológus (a Micimackó latinra fordítója) beszámol egy levelezés útján szerveződő sajátos társaságról, melynek életre hívója Warren Weaver angol matematikus. A közösség létrejöttének apropója az Alice Csodaországban, s így 

„ő keresett fel levelével, mint azt, aki egy gyerekkönyvet fordított latinra, vagyis mint tréfához értő férfiút. (...) Egy fél százada játszik egy gyerekkönyvvel, Lewis Carroll "Alice Csodaországban" című művével, amelynek - és egyúttal szerzőjének - legkitűnőbb ismerője. (...)
Alice-t negyven nyelvre fordították, kínaitól izlandiig, hébertől latinig, indiai tájszólásokra, szuahélire és walesire, talán azért is, mert ezeket a népeket érdekelte, mi tetszik az angoloknak. A kisleányok gyenge matematikusa mestere volt a halandzsának, a mellébeszélésnek, a paródiának, rozmárja és ácsa káposztáról és királyokról elmélkednek a balladák ritmusában... Weaver arra volt kíváncsi, hogy hat mindez dánról, thailandiról s az egyéb nyelvekről visszafordítva angolra. E célból, mint Eberle a latinistákból, egy jeles társaságot állított össze. A gittegylet célja: Alice-t visszafordítani angolra. Játékszabály: fordítás közben tilos az eredetibe nézni.
Sznob vagyok, szeretek híres és magas rangú kortársak társaságában pompázni. Büszke és hálás vagyok, hogy kiváló barátom besorozott tizennegyediknek: a magyar fordítás visszafordítására. (A japánt egy külön tudós társaság fordította.) Van a visszafordítók közt Nobel-díjas természettudós, miniszterelnök-helyettes és antropológus... rangomat talán annak köszönhetem, hogy Weaver, mint matematikus, tudta, hogy a tizenhárom peches szám. Törhettem a fejem, hogy fordítsam vissza azt, hogy: "A testvérek a szirup kútjában voltak. - De ettől biztosan megbetegedtek! - Persze! Ezért mondtam: kutyábban voltak!"
A sok nyelv csodaországában csak azt sajnálom, hogy nyelvtudásom olyan csekély. Ha legalább az orosz Alice-t olvashatnám! Ide is, oda is Nabokov fordított, a "Lolita" szerzője, aki valahogy lelki rokona lehet Lewis Carrollnak, vagy legalábbis elveinek, már ami a kislányokra vonatkozik: lelkes társa!”

### A Viszockij-féle orosz változat
A könyv orosz dramatizált adaptációja egy zenés gyermekdarab (afféle rádiószínház keretében, "gyiszkoszpektakl", zenés mese), Nyina Gyemurova fordítása nyomán. A produkció zenéjét és dalszövegeit Vlagyimir Viszockij színész-énekes-költő szerezte 1972-73-ban, aki maga is közreműködött az előadásban. A 4 lemezoldalon 39 számban mesélik el a történetet: prózai és verses, zenés, ill. átvezető részek vegyesen, melyek közt 23 dal hallható. A munkálatok 4 éven át tartottak, színházban nem játszották, a darab rendezője Oleg Geraszimov. A stúdiófelvételt 1976-ban a szovjet Melogyija zeneműkiadó cég jelentette meg dupla LP-n. A lemez hatalmas sikert aratott, milliószámra fogyott a Szovjetunióban.

## Magyar fordítások, átdolgozások
A művet először az 1921-ben adták ki magyarul Juhász Andor fordításában, majd Évike Tündérországban címmel Kosztolányi Dezső fordította magyar nyelvre, 1936-ban. Eme fordítás némely részletét utóbb Szobotka Tibor az eredeti angol szöveghez hűbben igazította, így Alice csodaországban címmel jelent meg 1958-ban. Ez a fordítás aztán még tízszer került kiadásra. Újabb fordításban 2009-ben jelent meg Varró Dániel és Varró Zsuzsa fordításában, Alíz kalandjai Csodaországban és a tükör másik oldalán címmel.
- Alisz kalandjai Csodaországban; ford. Juhász Andor, ill. John Tenniels, Béta Irodalmi Részvénytársaság, Bp., 1921
- Alice Csodaországban; átdolg. Altay Margit; Pallas Ny., Bp., 1927 (Tündérvásár könyvtára)
- Évike Tündérországban; ford. Kosztolányi Dezső, ill. Fáy Dezső; Gergely, Bp., 1936
- Alice Csodaországban; ford. Kosztolányi Dezső, átdolg. Szobotka Tibor, ill. Szecskó Tamás; Móra, Bp., 1958
- L. Carrol: Alice a csodák országában; röv. kiad.; Epoha, Zagreb, 1969
- Alice Csodaországban; Lewis Carroll nyomán szöveg, ill. Hirata Shogo, ford. Köteles Gyöngyi; Pesti Szalon, Bp., 1993 (A Pesti Szalon mesélő füzetei)
- Alice Csodaországban / Alice's adventures in Wonderland; ford. Kosztolányi Dezső, átdolg. Szobotka Tibor, szöveggond., jegyz. Pásztor Péter; Noran, Bp., 1996 (Kentaur könyvek)
- Aliz kalandjai Csodaországban és a tükör másik oldalán; ford. Varró Zsuzsa, versford. Varró Dániel, ill. Sir John Tenniel; Sziget, Bp., 2009
- Alice Csodaországban; Lewis Carroll regénye nyomán szöveg, rajz Szakura Kinosita, ford. Nikolényi Gergely; Goodinvest Kft., Bp., 2010
- Alice Csodaországban; átdolg. Lewis Helfand, ford. Németh Dorottya, Diószegi Dorottya, ill. Rajesh Nagulakonda; Ventus Libro, Bp., 2010 (Klasszikusok képregényben)
- Alice Csodaországban. Mesés kifestőfüzet; Lewis Carroll meséjének felhasználásával szöveg Maros Edit; TotHál, Bp., 2010
- Évike Tündérországban; ford. Kosztolányi Dezső, gyűjt., szerk., szöveggond. Szegi Enikő, ill. Fáy Dezső; Cédrus Művészeti Alapítvány–Napkút, Bp., 2013 (Remekírók retró)
- Alice Csodaországban; Lewis Carroll alapján átdolg. Ronne Randall, ford. Medgyesy Zsófia, ill. Robert Dunn; Ventus Libro, Bp., 2013 (Világhíres mesék)
- Alice Csodaországban; ford. Kosztolányi Dezső, ill. Sir John Tenniel; Helikon, Bp., 2015 (Helikon zsebkönyvek 12.)
- Alice Csodaországban; Lewis Carrol meséje alapján szöveg Lesley Sims, ford. László Noémi, ill. Mauro Evangelista; Holnap, Bp., 2017
- Alice Csodaországban; ford. Kosztolányi Dezső, illusztrációk: Autistic Arts Alapítvány, POKET Zsebkönyvek, Bp., 2018

## Filmfeldolgozások
- Alice Csodaországban (1903): Egy nyolcperces némafilm, melynek részletei hiányoznak.
- Alice Csodaországban (1951): Clyde Geronimi, Wilfred Jackson és Hamilton Luske rajzfilmje.
- Alice csodaországban (1972): BAFTA-díjas angol musical, Dudley Moore-ral a főszerepben.
- Alice in wonderland: a musical porno (1976): Szintén musical, de ezúttal pornó. A fürge nyúl története Kristine De Belle-lel.
- Alice Csodaországban (1981): szovjet rajzfilm, 30 perc, r.: Jefrem Pruzsanszkij (Ефрем Пружанский)
- Fusigi no kuni no Ariszu (1983): Japán-német anime sorozat, ötvenkét epizódból.
- Alice Csodaországban (1999), Nick Willing filmje.
- Alice Csodaországban (2010): Tim Burton filmje.